# Joe Bridgewater
Joe Bridgewater was een Amerikaanse soul, jazz- en rhythm-and-blues-trompettist en -saxofonist.
Bridgewater was lid van de band van Ray Charles en heeft meegespeeld op veel opnames van de zanger. Ook werkte hij mee aan plaatopnames van Eddie Vinson, Big Joe Turner, David "Fathead" Newton, Roy Brown, Johnny Guitar Watson en Junior Parker. In 1973 speelde hij met de Sonny Franklin Big Band, naast onder meer Tom Archia, Arnett Cobb, Cedric Haywood en Don Wilkerson.
- Library of Congress Control Number: no2011141761
- MusicBrainz: c0abad67-cb4d-443c-9a9f-9491c01bf57c
- Virtual International Authority File: 183388299
- WorldCat: E39PBJqfJbCgqKpFF7cmC8G8md